# Ptychopsis sanchoi
Ptychopsis sanchoi är en stekelart som beskrevs av Ugalde och Ian D. Gauld 2002. Ptychopsis sanchoi ingår i släktet Ptychopsis och familjen brokparasitsteklar. Inga underarter finns listade i Catalogue of Life.